# 1 + 1 = 2 enamorados
1 + 1 = 2 enamorados (français : un plus un égale deux amoureux) est une chanson écrite par Rubén Amado et Javier Santos, produite par José Enrique Okamura, Luisito Rey et interprétée par le chanteur mexicain Luis Miguel. C'est le premier single de son premier album studio Un sol.

## Contexte
Une fois que la famille Gallego Basteri s'est installée à Mexico, et quelque temps plus tard, lorsque Luisito Rey a vu le potentiel de la voix de Luis Miguel à l'âge de 11 ans, il a commencé à la préparer pour l'accompagner dans certaines de ses représentations. L'acteur mexicain Andrés García (en) (voisin de la famille Gallego et que Luis Miguel a appelé oncle) invite Luisito Rey à se produire avec son fils au milieu d'un spectacle qu'il allait faire dans un cabaret de Ciudad Juárez, au Chihuaha et où Luis Miguel ferait ses débuts devant un public d'environ 600 personnes en chantant La Malagueña entre autres chansons accompagné de son père à la guitare ; dans ce même voyage, Luisito Rey et Luis Miguel apparaissent à la télévision dans un programme domestique du canal 44 avec le présentateur Arnoldo Cabada de la O,,.
En voyant la réaction initiale et l'acceptation du public, Luisito Rey commence à gérer et à planifier certaines des performances de son fils afin de chercher un projet musical pour commencer une carrière de chanteur.
De retour à Mexico et grâce à l'approche de Luisito Rey et de son frère José Manuel auprès du chef de la police de cette ville, Arturo Durazo Moreno, Luis Miguel a eu une entrevue avec le producteur de Televisa Mario De La Piedra et a été invité à interpréter quelques chansons lors du mariage de Paulina Lopez Portillo, fille du président du Mexique de l'époque, José Lopez Portillo, qui s'est tenu au Collège militaire ; David Stockling, Miguel Reyes et Jaime Ortiz Pino, cadres de la maison de disques EMI au Mexique, étaient présents,.

## Réalisation et accueil
Au milieu de l'année 1981 et une fois le contrat signé avec la maison de disques pour la production de deux albums, EMI et Luisito Rey (qui était déjà devenu leur représentant) ont commencé à produire l'album pour le nouvel artiste. Ils ont chargé José Enrique Okamura de produire l'album, avec des arrangements de Peque Rossino et des chansons d'auteurs très divers tels que Rubén Amado, Xavier Santos, Luisito Rey et Juan Gabriel entre autres,.
Le dimanche 17 janvier 1982, Luis Miguel a fait sa première apparition à la télévision nationale dans l'émission Siempre en Domingo avec Raúl Velasco qui a interprété les premières chansons de son premier album Hay un algo et 1+1=2 enamorados,. Cette dernière devient un succès immédiat, au point que Luis Miguel enregistre son deuxième album, Directo al corazón, la même année.
1 + 1 = 2 enamorados termine en tête de la liste de popularité annuelle de la radio mexicaine TOP 40 en 1982.